# Valico di Fernetti
Il valico di Fernetti è un valico di frontiera fra l'Italia e la Slovenia. Rappresenta, per volume di traffico, uno dei principali valichi confinari tra i due Paesi e uno dei maggiori punti di transito tra l'Europa occidentale e quella centro-orientale. Collega le località di Fernetti (in comune di Monrupino, nell'ex provincia di Trieste) e di Sesana (Sežana). Da parte slovena è chiamato, per l'appunto, valico confinario di Sesana (mejni prehod Sežana).

## Descrizione

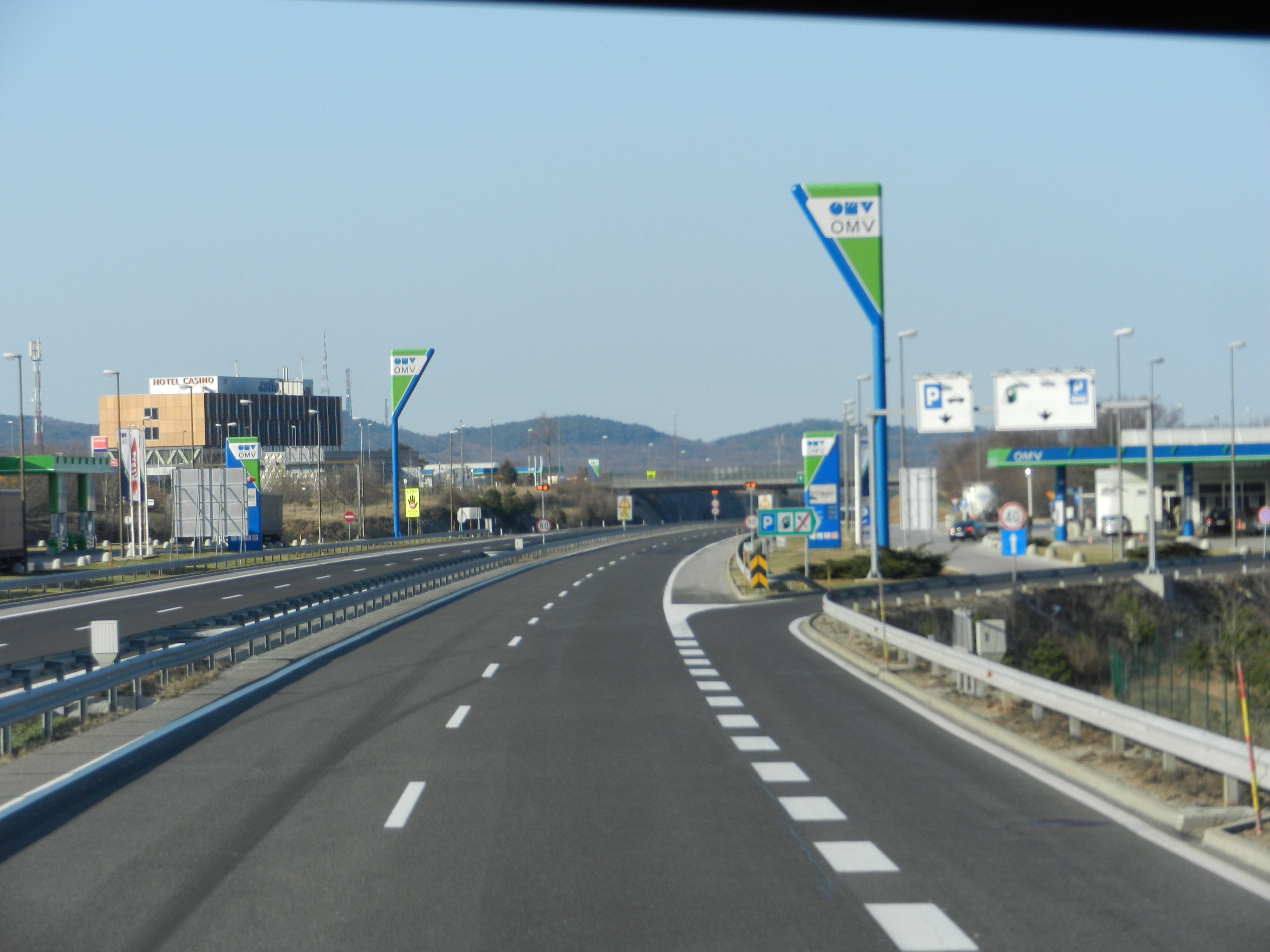
L'area di servizio di Fernetti, sul lato sloveno del valico.

Il valico è detto di Fernetti, dal nome della località nei pressi del quale è posizionato. Il nome sloveno deriva dalla località più vicina al valico, Sesana, posta a un paio di chilometri ad est.
Il valico è sia stradale che autostradale. Da parte italiana vi terminano la strada regionale 58, proveniente dalla periferia di Trieste, e il raccordo autostradale 14, che, partendo da Opicina, collega il valico con il raccordo autostradale 13, prolungamento dell'A4. Da parte slovena vi giungono la strada 445, che parte da Senosecchia, ove s'innesta con la strada per Lubiana, e l'autostrada A3, che inizia a Divaccia, ove si collega con la A1 Capodistria-Lubiana.
Il traffico, sia di merci che di persone, è molto importante. Il valico rappresenta un fondamentale punto di passaggio per i collegamenti tra l'Europa occidentale e la Slovenia, da cui poi prosegue il flusso verso gli altri stati sorti dalla dissoluzione della Jugoslavia, nonché l'Ungheria, la Romania, la Bulgaria e l'Ucraina. Il valico è dotato di una grande infrastruttura intermodale, l'interporto di Fernetti, inaugurato nel 1978. Dal versante sloveno, invece, è presente un'area di servizio.
Tramite il valico passano anche servizi di trasporto passeggeri, sia per linee transfrontaliere, che collegano Trieste con la zona di Sesana, sia per linee su più lunga percorrenza.
D'estate, col picco del traffico turistico verso le coste dell'Istria e della Dalmazia, il valico è utilizzato quale alternativa ai più trafficati confini di Rabuiese e Pesek.
A poca distanza dal valico stradale è presente anche un valico ferroviario, quello di Sesana, sulla linea Vienna-Trieste.

## Storia
Il valico è stato istituito nel 1947, a seguito della modifica del confine orientale dell'Italia, disegnata dal trattato di Parigi. Il valico era di I° categoria, ovvero poteva essere attraversato da qualsiasi persona dotata di un documento valido per l'espatrio, e non solo chi era dotato di lasciapassare, che consentiva il passaggio anche sui valichi di II° categoria. Il valico era sempre aperto.
Fino al 1954 fu valico tra la zona A del Territorio Libero di Trieste e la Jugoslavia. Con l'annessione della zona A alla Repubblica italiana il valico divenne di frontiera tra l'Italia e la Jugoslavia. 
Nel corso della guerra d'indipendenza slovena, il 2 luglio 1991, il valico, sul lato jugoslavo, venne attaccato dalla Forza di difesa territoriale (Teritorijalna odbrana) slovena, che occupò la struttura e prese prigionieri alcuni membri dell'Armata popolare jugoslava. Alcuni soldati jugoslavi superarono il confine e vennero presi in consegna dal personale del consolato jugoslavo di Trieste. L'esercito italiano schierò, a protezione del valico, sul lato in provincia di Trieste, alcuni carri armati. Col termine del conflitto la Slovenia subentrò alla Jugoslavia.
In occasione dell'entrata della Slovenia nell'accordo di Schengen, il 21 dicembre 2007, il passaggio al valico venne liberalizzato. Al valico venne organizzata una manifestazione celebrativa, a cui intervennero José Barroso, presidente della Commissione europea, Giuliano Amato, ministro italiano degli Interni, il primo ministro sloveno Janez Janša e il commissario europeo Franco Frattini.
Nel 2010, sul lato italiano, vennero smantellate le pensiline e le altre strutture metalliche che proteggevano i doganieri durante il loro servizi.
Dall'11 marzo 2020 le autorità slovene, al fine di prevenire un aumento del numero dei contagi da COVID-19, stante la situazione italiana, decidono di incrementare i controlli sanitari al confine, lasciando aperti solo i valichi più importanti, tra cui quello di Fernetti. Dal 13 giugno 2020 le autorità slovene liberalizzano il passaggio per i cittadini del Friuli-Venezia Giulia, mentre il 15 giugno il transito viene liberalizzato per tutti i residenti in Italia.